# Дворяниново (Тульская область)
Дворяниново — деревня в Заокском районе Тульской области России. Относится к Русятинскому сельскому округу муниципального образования Малаховское Заокского района.

## География
Деревня Дворяниново расположена в 100 км к югу от Москвы и в 69 км к северу от Тулы, в северо-западной части Тульской области. Находится в центре Восточно-Европейской равнины, на местности встречаются балки, овраги, воронки.

## История
Деревня Дворянинова Лука Каширского уезда впервые упоминается в документах с 1636 года. Согласно грамоте 1637 года, в селе значится поместье, которым владеет каширянин Ерофей Болотов. В 1689 году сельцо Дворяниново было пожаловано Петром I в вотчину Кириллу Ерофеевичу Болотову, и впоследствии усадьба передавалось из поколения в поколение дворянского рода Болотовых. В 1988 году в Дворяниново открыта музей-усадьба учёного-агронома, писателя-мемуариста Андрея Болотова.

## Население
| 2010 |
| ---- |
| 32   |